# Ringe des Uranus

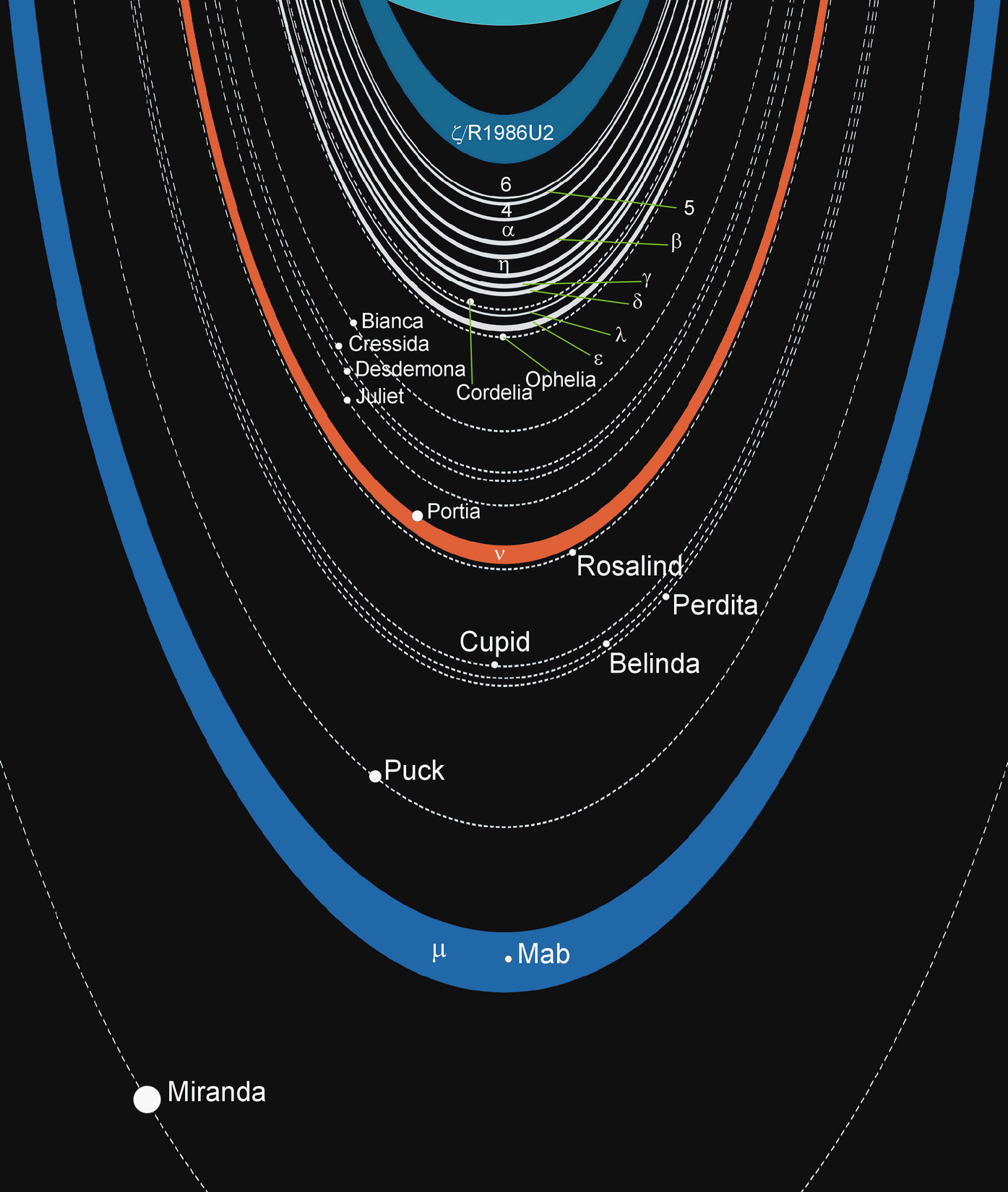
Schema des Uranus-Ring-Mond-Systems. Die durchgehenden Linien kennzeichnen Ringe; gestrichelte Linien stehen für die Umlaufbahnen der Monde.

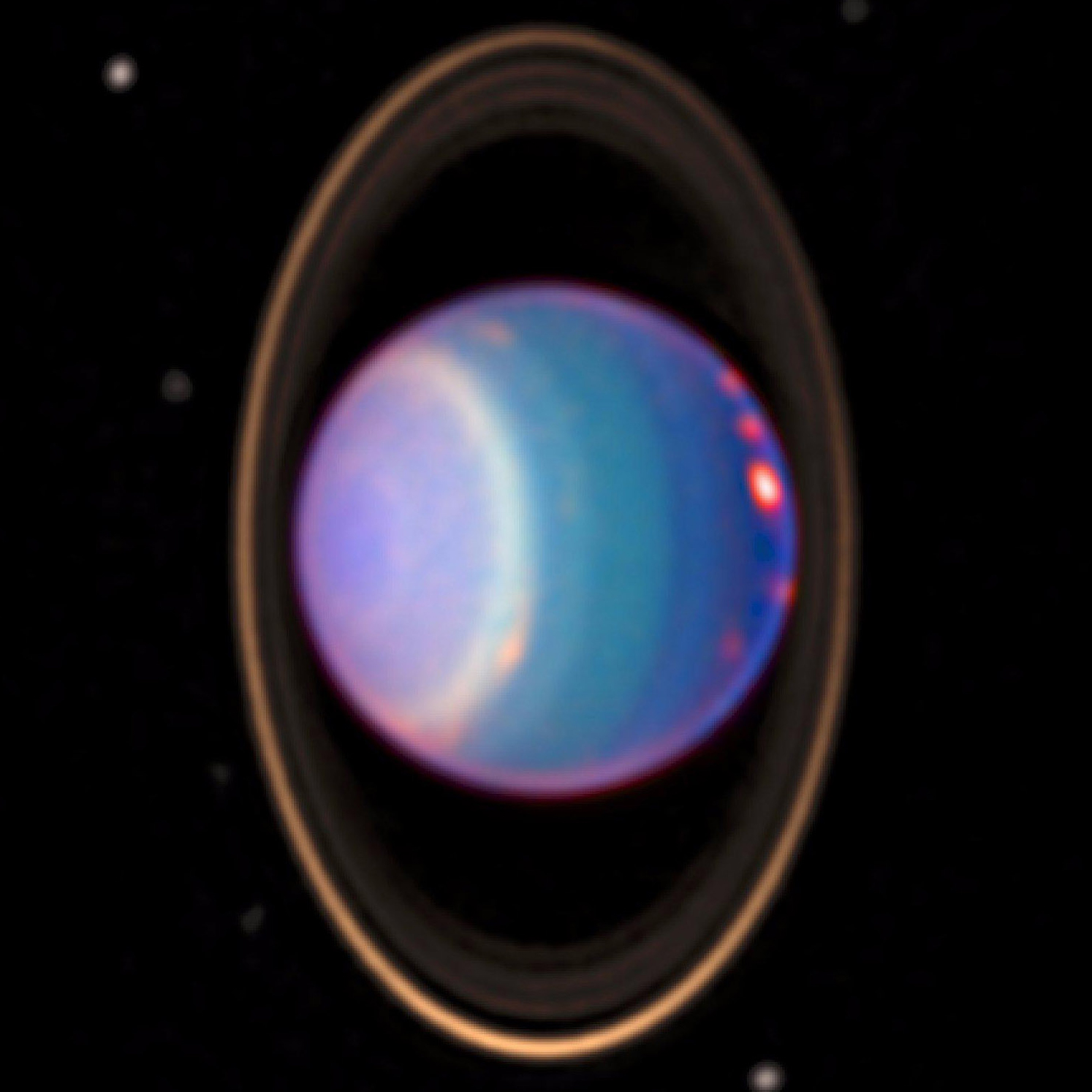
Uranus mit seinen Ringen (Hubble Space Telescope, 1998)

Der Planet Uranus ist von einem System von Planetenringen umgeben, das in seiner Variation und Vielschichtigkeit zwar nicht an die deutlich großflächigeren Bahnen der Saturnringe heranreicht, aber dennoch vor den einfacheren Strukturen der Jupiter- und der Neptunringe eingeordnet werden kann. Die ersten Ringe des Uranus wurden am 10. März 1977 durch James L. Elliot, Edward W. Dunham und Douglas J. Mink entdeckt. Obwohl bereits 200 Jahre zuvor der Astronom Wilhelm Herschel über die Beobachtung von Ringen berichtet hatte, wird von heutigen Astronomen bezweifelt, dass es angesichts ihrer dunklen und blassen Erscheinung mit den Mitteln der damaligen Zeit möglich war, das Ringsystem tatsächlich wahrzunehmen. Zwei weitere Ringe wurden im Jahre 1986 auf Bildern entdeckt, die die Raumsonde Voyager 2 vom Planeten aufnahm, und ein zusätzliches Ringpaar fand man zwischen 2003 und 2005 auf Fotos des Hubble-Weltraumteleskops.
Seither sind 13 eigenständige Ringe des Ringsystems des Uranus bekannt. Geordnet nach Abstand vom Planeten werden sie mit 1986U2R/ζ, 6, 5, 4, α, β, η, γ, δ, λ, ε, ν und μ bezeichnet. Ihre Radien betragen 38.000 km beim 1986U2R/ζ-Ring und erreichen 98.000 km beim μ-Ring. Zwischen den Hauptringen konnten zusätzliche matte Staubbänder und unvollständige Bögen beobachtet werden. Die Ringe sind extrem dunkel, so dass die sphärische Albedo der Ringpartikel nicht über 2 Prozent hinausgeht. Sie setzen sich wahrscheinlich aus gefrorenem Wasser zusammen, das sich mit einigen dunklen, strahlungsabsorbierenden organischen Komponenten verbunden hat.
Die meisten der Uranusringe sind undurchsichtig und nur wenige Kilometer breit. Das Ringsystem besteht aus kleinen Objekten, die mehrheitlich einen Durchmesser zwischen 0,2 und 20 m haben. Einige der Ringe sind optisch sehr klein: So bestehen die ausgedehnten und matten Ringe 1986U2R/ζ, μ und ν aus dünnen Staubpartikeln, während sich der schmale und ebenfalls matte λ-Ring aus größeren Objekten zusammensetzt. Das relative Fehlen von Staub innerhalb des Ringsystems erklärt sich aus dem Luftwiderstand, den die ausgedehnte Exosphäre des Uranus durch seine Korona mit sich bringt.
Man vermutet, dass die Ringe des Uranus nicht älter als 600 Millionen Jahre und damit relativ jung sind. Das Ringsystem besteht vermutlich aus Überresten einer Vielzahl von Monden, welche ursprünglich einmal den Planeten umkreist hatten, ehe sie vor langer Zeit untereinander kollidierten. Nach Zusammenstößen brachen die Monde in zahllose Teile auseinander, die anschließend als die heute sichtbaren schmalen und optisch dichten Ringe überdauerten und nun den Planeten in strikt definierten Bahnen umgeben.
Der Vorgang, wie die schmalen Ringe in ihrer Form gehalten werden, ist bis heute nicht vollständig verstanden. Anfangs wurde angenommen, dass jeder schmale Ring mit einem Paar nahestehender sogenannter Schäfermonde in Verbindung steht, die deren Form stützen. Allerdings konnte Voyager 2 bei ihrem Vorbeiflug 1986 lediglich ein Schäferpaar (Cordelia und Ophelia) entdecken, das einen Einfluss auf den hellsten Ring (ε) ausübt.

## Entdeckung
Die erste Erwähnung eines den Uranus umgebenden Ringsystems stammt aus dem 18. Jahrhundert und findet sich in den Aufzeichnungen von Friedrich Wilhelm Herschel, in denen er die Erkenntnisse aus seinen Observationen des Planeten niederschrieb. Diese enthielten folgende Passage:
„February 22, 1789: A ring was suspected.“   (übersetzt: „22. Februar 1789: Verdacht auf einen Ring.“) 
Herschel zeichnete ein schmales Schaubild des Rings und notierte weiter, dass dieser „ein bisschen zum Rot hin tendiere“. Das Keck-Teleskop in Hawaii konnte dies zumindest in Bezug auf den ν-Ring bestätigen. Herschels Notizen wurden im Jahre 1797 im Royal Society Journal veröffentlicht. Mit den Jahren wurden ernsthafte Zweifel laut, ob Herschel überhaupt etwas Derartiges gesehen haben konnte, während Hunderte andere Astronomen nichts dergleichen hatten ausmachen können. Dennoch gibt es berechtigte Einwände, die besagen, dass Herschel in der Tat eine präzise Beschreibung der Abmessungen des ν-Rings in Relation zum Uranus, dessen Veränderungen bei der Bewegung des Uranus um die Sonne sowie seiner Farberscheinung geben konnte. In den beiden folgenden Jahrhunderten zwischen 1797 und 1977 fanden die Ringe des Uranus, wenn überhaupt, in wissenschaftlichen Abhandlungen nur selten Erwähnungen.

Animation einer Bedeckung des Stern SAO 158687 durch Uranus
Zum Start auf das Bild klicken

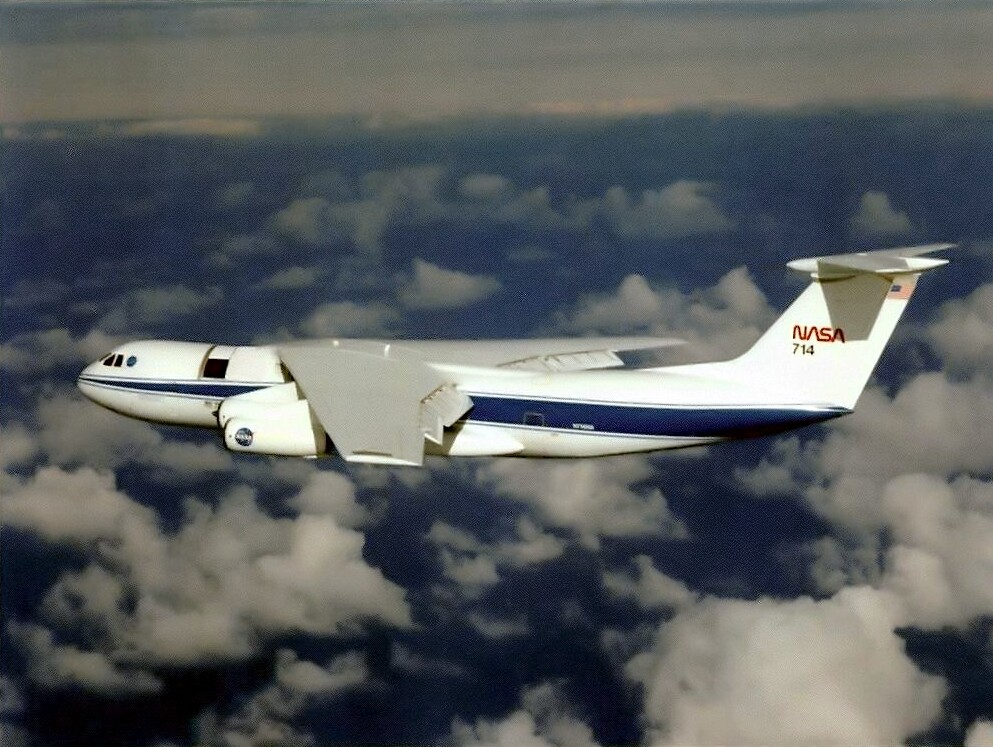
Das Kuiper Airborne Observatory im Flug

Die unumstrittene Entdeckung der Uranusringe kann schließlich den Astronomen James L. Elliot, Edward W. Dunham und Douglas J. Mink am 10. März 1977 zugesprochen werden, denen mit Hilfe des Kuiper Airborne Observatory die Sichtung der Ringe gelang. Dieses Ereignis kam jedoch nur durch eine zufällige Beobachtung zustande. Ursprünglich planten sie, die Atmosphäre des Uranus zu studieren, indem sie die Okkultation (Bedeckung) des Sterns SAO 158687 durch den Planeten zu beobachten beabsichtigten. Als sie ihre Observationen analysierten, entdeckten sie, dass der Stern nachweislich jeweils fünfmal vor und nach dem Durchlauf des Planeten kurzzeitig verschwunden war. Sie folgerten daraus, dass um den Planeten ein System von schmalen Ringen existieren musste.
Die fünf von ihnen beobachteten Okkultationsereignisse kennzeichneten sie in ihren Papieren mit den griechischen Buchstaben α, β, γ, δ und ε Diese Bezeichnung behielt man letztlich bis heute als Kennzeichnung für die Ringe bei. Später spürten sie vier weitere Ringe auf; einen zwischen den Ringen β und γ und drei innerhalb des α-Rings. Den ersten nannten sie η-Ring, die letzteren erhielten, entsprechend der Nummerierung der Okkultationsereignisse, die Bezeichnung Ring 4, 5 und 6. Nach den Saturnringen war es damit das zweite Ringsystem, das man innerhalb unseres Sonnensystems entdeckt hatte.
Als die Raumsonde Voyager 2 das Uranussystem im Jahre 1986 durchquerte, entstanden die ersten Bilddokumente, die die Ringe in der Draufsicht zeigten. Dabei wurden zwei weitere matte Ringe entdeckt, wodurch sich die Gesamtzahl der Ringe auf elf erhöhte. In den Jahren 2003 bis 2005 konnte durch das Hubble-Weltraumteleskop dann ein weiteres, bisher nicht sichtbares Ringpaar aufgespürt werden, was nun zu der Anzahl von heute 13 bekannten Ringen führt. Durch die Entdeckung dieser Außenringe erhöhte sich der bis dahin bekannte Radius des Ringsystems nebenbei auch auf das Doppelte. Die Bilder von Hubble brachten weiterhin zwei kleine Satelliten zum Vorschein, wobei einer von ihnen, der Mond Mab, sich seinen Orbit mit dem neu entdeckten, äußersten Ring teilt.

## Grundsätzliche Eigenschaften

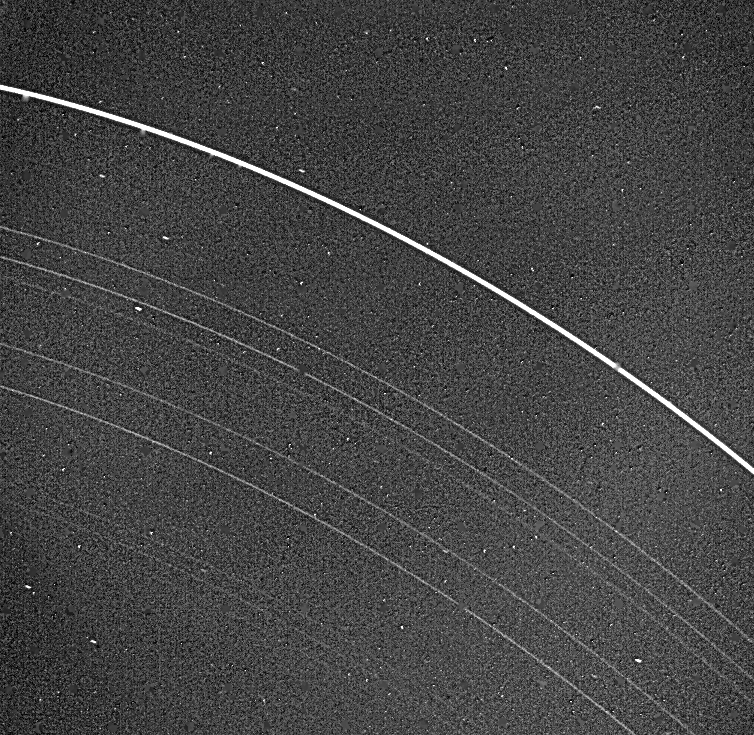
Die inneren Uranusringe: Der helle äußere Ring ist der Epsilon-Ring, daneben sind 8 weitere Ringe sichtbar.(Voyager 2, 1986, Abstand 2,52 Mio. km)

Wie bereits angeführt, besteht das Ringsystem des Uranus nach heutigem Wissenstand aus 13 eindeutig abgrenzbaren Ringen. Geordnet gemäß ihrem Abstand vom Planeten werden sie bezeichnet als 1986U2R/ζ, 6, 5, 4, α, β, η, γ, δ, λ, ε, ν und μ 
Sie lassen sich dabei in drei Gruppen aufteilen:
- die neun schmalen Hauptringe (6, 5, 4, α, β, η, γ, δ, ε), [8]
- die beiden Staubringe (1986U2R/ζ, λ) [12]
- sowie die beiden Außenringe (μ, ν). [10][13]

Die Ringe des Uranus bestehen hauptsächlich aus makroskopischen Partikeln, die mit etwas Staub versetzt sind. So konnte beim 1986U2R/ζ-, η-, δ-, λ-, ν- und beim μ-Ring Staub nachgewiesen werden. Zusätzlich zu diesen bekannten Ringen können zwischen ihnen durchaus noch zahlreiche optisch dünne Staubbänder und weitere matte Ringe existieren. Solche matten Ringe und Staubbänder können jedoch lediglich temporär bestehen oder sich aus einer Anzahl separater Bögen zusammensetzen, welche sich bisweilen bei Okkultationsbeobachtungen ausmachen lassen. Einige von ihnen waren zum Beispiel im Jahre 2007 während eines besonderen astronomischen Ereignisses sichtbar, bei denen sich die Ringflächen, von der Erde aus betrachtet, mehrfach kreuzten. Auch auf den Fotos von Voyager 2, die bei einer geometrischen Vorwärtsstreuung aufgenommen wurden, konnten zwischen den Ringen eine Reihe von Staubbändern ausgemacht werden. Alle Ringe des Uranus zeigten weiterhin einige Helligkeitsvariationen, wenn man sie in einem azimutalen Winkel beobachtete.
Die Ringe bestehen jeweils aus extrem dunklen Substanzen. Die geometrische Albedo der Ringpartikel überschreitet dabei nie einen Wert von 5 bis 6 Prozent, während die sphärische Albedo sogar noch darunter, bei etwa 2 Prozent liegt. Bei einem Phasenwinkel zwischen den Linien Sonne-Objekt und Beobachtungsposition-Objekt von nahezu Null zeigt sich eine deutliche Vergrößerung der Albedo der Ringpartikel, deren Wert hier deutlich ansteigt. Dies bedeutet, dass umgekehrt ihre Albedo weitaus geringer ist, wenn sie bereits geringfügig außerhalb des Oppositionsbereichs beobachtet werden. Die Ringe erscheinen leicht rot im ultravioletten und sichtbaren Teil des Spektrums und grau im Nahinfrarotbereich. Dabei weisen sie keine erkennbaren spezifischen Spektralcharakteristiken auf. Die chemische Zusammensetzung der Ringpartikel ist bis heute nicht bekannt. Es ist jedoch sicher, dass sie nicht aus reinem Eis wie die Ringe des Saturn bestehen können, da sie hierfür zu dunkel sind und sogar dunkler als die inneren Uranusmonde erscheinen. Dies deutet darauf hin, dass sie möglicherweise aus einer Mischung aus Eis und dunklen Bestandteilen bestehen. Zwar ist die Beschaffenheit dieser Bestandteile unklar, es könnte sich jedoch um organische Verbindungen handeln, die durch geladene Teilchen, welche die Magnetosphäre des Uranus abstrahlt, erheblich verdunkelt werden. Es ist anzunehmen, dass die Ringpartikel aus stark bearbeiteten Brocken bestehen, welche zunächst Ähnlichkeiten zu der Beschaffenheit der inneren Monde aufweisen.
Insgesamt ist das Ringsystem des Uranus weder mit den matten staubigen Jupiterringen noch mit der breiten und komplexen Ringstruktur des Saturns vergleichbar, bei der einige Ringbänder aus sehr hellem Material und Eisbrocken bestehen. Gleichwohl besteht durchaus Ähnlichkeit zu einigen Teilen des letztgenannten Ringsystems. So sind zum Beispiel der ε-Ring wie auch der F-Ring des Saturn beide schmal, relativ dunkel und werden jeweils von einem Mondpaar behütet. Die neu entdeckten äußeren Ringe des Uranus besitzen wiederum übereinstimmende Eigenschaften zu den äußeren G- und E-Ringen des Saturn. So finden sich in den breiten Saturnringen ebenso schmale Ringel wie in den schmalen Ringen des Uranus. Zudem konnten Staubbänder zwischen den Hauptringen beobachtet werden, wie sie auch bei den Ringen des Jupiter vorkommen. Im Kontrast dazu steht das Ringsystem des Neptuns, das zwar dem des Uranus ähnelt, aber weniger komplex, durchaus dunkler und staubhaltiger ist. Zudem sind die Neptunringe wesentlich weiter von ihrem Planeten positioniert.

## Schmale Hauptringe

### ε-Ring

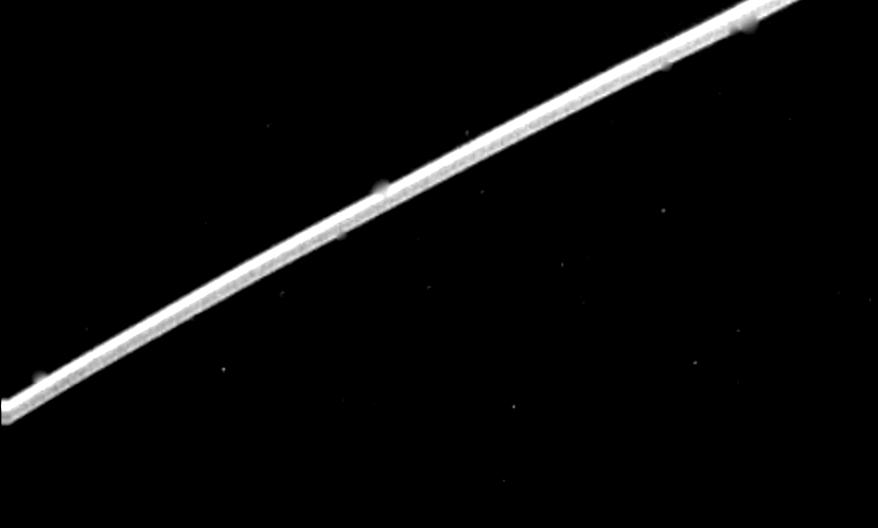
Eine Nahsicht des ε-Rings (Voyager 2, 1986, Abstand 1,12 Mio. km)

Der ε-Ring ist der hellste und dichteste Abschnitt des Uranusringsystems. Er alleine ist für zwei Drittel des Lichtes verantwortlich, das insgesamt von den Ringen reflektiert wird. Während seine Umlaufbahn die größte Exzentrizität aller Uranusringe aufweist und somit am wenigsten einer kreisähnlichen Bahn entspricht, besitzt er eine vernachlässigbare Bahnneigung. Aufgrund seiner Exzentrizität variiert im Verlauf seiner Umlaufbahn die Helligkeit, mit der er wahrgenommen wird. Die Strahlungsstärke des Rings ist nahe der Apsis am höchsten und in der Nähe der Periapsis am geringsten. Das Helligkeitsverhältnis zwischen Maximum und Minimum liegt zwischen 2,5m und 3,0m. Diese Schwankungen stehen in Zusammenhang mit dem Wechsel der Ringweite, die zwischen 19,7 km an der Periapsis und 96,4 km an der Apoapsis reicht. Daraus resultierend verringert sich die Beschattung zwischen den Partikeln an den Stellen, an denen sich der Ring weitet, weshalb umso mehr von ihnen sichtbar werden, was dann zu einem Anstieg der Helligkeit in diesen Abschnitten führt. Die Abweichungen der Ringweiten wurden anhand von Voyager 2-Aufnahmen vermessen, auf denen der ε-Ring Ring von den Kameras der Sonde mit nur einem weiteren aufgelöst wurde. Der in dieser Art beobachtete Verlauf deutet darauf hin, dass der Ring nicht optisch dünn ist. Tatsächlich zeigen Okkultationsbeobachtungen, die sowohl von der Erde aus als auch von der Raumsonde durchgeführt wurden, dass die optische Tiefe zwischen 0,5 und 2,5 variiert, wobei sie nahe der Periapsis den größten Wert aufweist. Die äquivalente Tiefe des ε-Rings beträgt etwa 47 km und ist entlang seiner Umlaufbahn nahezu gleichbleibend.

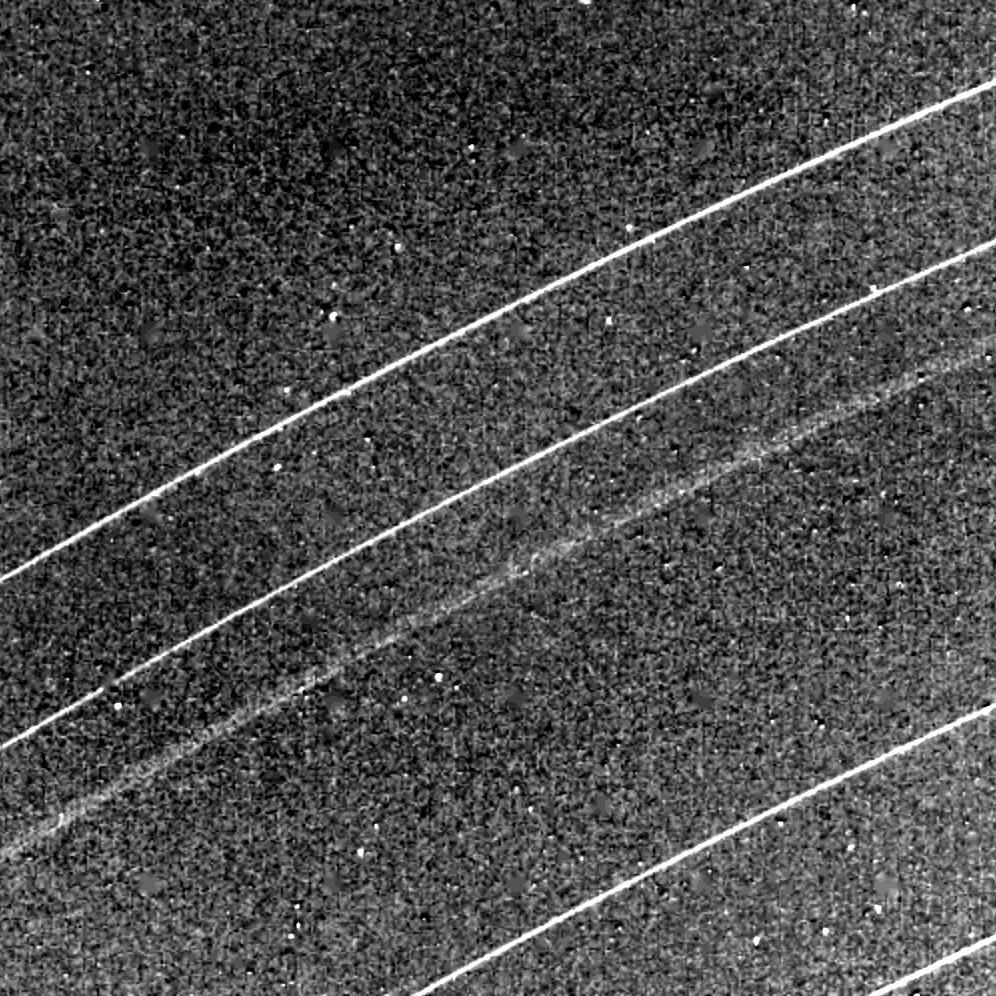
Eine Nahaufnahme der (von oben nach unten) δ, γ, η, β und α-Ringe des Uranus. Bei dem η-Ring zeigt sich die optisch dünne aber breite Komponente.

Der Wert der geometrischen Dicke des ε-Rings ist nicht exakt bekannt, obwohl der Ring sicherlich als sehr dünn angesehen werden kann. Einige Schätzungen gehen davon aus, dass seine Dicke weniger als 150 m beträgt. Trotz eines solch extrem geringen vertikalen Durchmessers besteht er dennoch aus mehreren verschiedenen Partikelschichten. Der ε-Ring ist tatsächlich eine übervolle Stätte an Objekten, deren Füllfaktor in der Nähe der Apoapsis von verschiedenen Quellen auf einen Wert zwischen 0,008 und 0,06 geschätzt wird, was bedeutet, dass 0,8 bis 6 Prozent der Ringfläche von Festkörpern erfüllt ist. Die mittlere Größe der Ringpartikel liegt bei etwa 0,2 bis 20 m, wobei der mittlere Abstand untereinander das 4,5-fache ihrer Radien beträgt. Der Ring ist nahezu frei von interstellarem Staub, was vermutlich auf den aerodynamischen Widerstand zurückzuführen ist, der von der äußersten atmosphärischen Korona des Uranus ausgeübt wird. Durch die rasiermesserdünne Beschaffenheit des ε-Rings wirkt er nahezu unsichtbar, wenn man auf seine „Kante“ blickt, was im Jahre 2007 während der Beobachtung einer Kreuzung der Ringebenen der Fall war.
Während eines Radio-Okkultation-Experimentes empfing die Raumsonde Voyager 2 ein fremdartiges Signal, das vom ε-Ring stammte. Das Signal sah nach einem starken Anstieg der Vorwärtsstreuung aus, die bei einer Wellenlänge von 3,6 cm nahe der Apoapsis des Ringes auftrat. Solch starke Streuwinkel deuten auf die Existenz einer größeren zusammenhängenden Struktur hin. Dass der ε-Ring über eine solch feine Struktur verfügt konnte in der Folge auch bei verschiedenen folgenden Okkultationsbeobachtungen bestätigt werden. Der Ring scheint aus einer Anzahl von matten und optisch dichten Ringeln zu bestehen, von denen sich wohl einige aus unvollständigen Bögen zusammensetzen.
Von dem ε-Ring ist zudem bekannt, dass er sowohl mit einem inneren wie auch mit einem äußeren Schäfermond in Verbindung steht, Cordelia und Ophelia. Die innere Umrandung des Rings befindet sich zu Cordelia in einer 24:25-Resonanz, der äußere Rand wiederum besitzt eine Bahnresonanz von 14:13 zu Ophelia. Die Massen der Monde müssen mindestens das Dreifache der Masse des Rings betragen, damit dieser wirksam in seiner Begrenzung gehalten werden kann. Die Masse des ε-Rings wird auf etwa 1016 kg geschätzt.

### δ-Ring

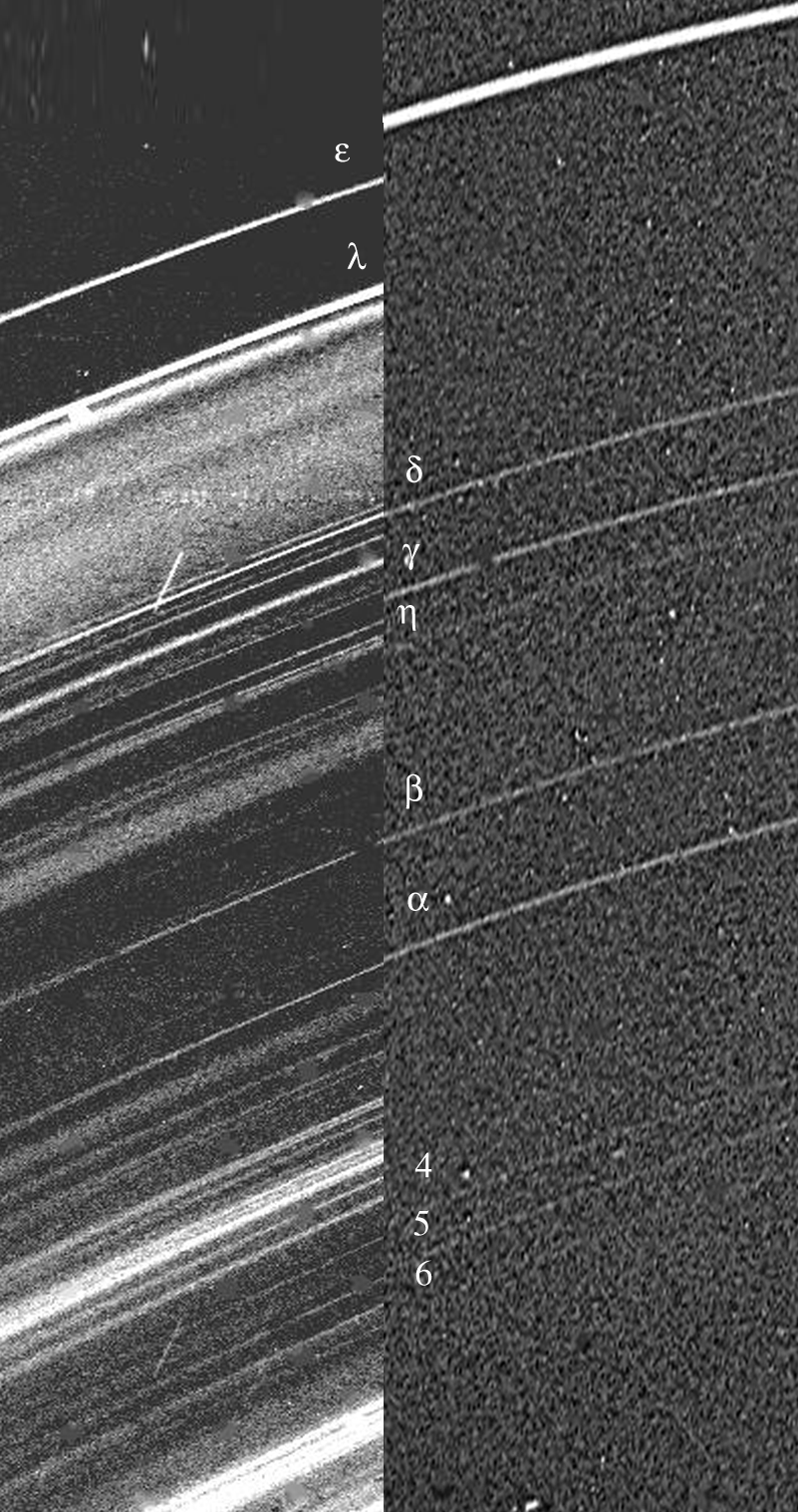
Gegenüberstellung der Uranusringe im vorwärts- und rückgestreuten Licht (Voyager 2, 1986)

Der δ-Ring hat eine kreisförmige Form und ist leicht geneigt. Die scharfe Außenkante des δ-Rings besitzt dabei eine 23:22-Resonanz zu Cordelia. In seiner optischen Tiefe und Breite zeigen sich signifikante, nicht erklärbare azimutale Abweichungen, also uneinheitliche Werte, beobachtet man ihn entlang der Horizontalebene. Eine mögliche Erklärung hierfür ist, dass der Ring im Azimut eine wellenartige Struktur besitzt, die durch einen kleinen Mond in seinem Inneren verursacht wird. Daneben besteht der δ-Ring aus zwei Bestandteilen, einer schmalen optisch dünnen Komponente und einem breiten inneren Randstreifen, der nur eine geringe optische Tiefe aufweist. Die Breite des schmalen Bereichs liegt bei 4,1…6,1 km und die äquivalente Tiefe beträgt etwa 2,2 km, was mit einer optischen Tiefe von 0,3…0,6 vergleichbar ist. Die breite Ringkomponente besitzt hingegen eine Breite von 10…12 km und seine äquivalente Tiefe liegt bei nahezu 0,3 km, was auf eine ebenso geringe optische Tiefe von 3 · 10−2 hindeutet. Diese Angaben basieren jedoch nur auf Daten von Okkultationsbeobachtungen, da die Bilder von Voyager 2 den δ-Ring nicht detailliert genug aufzulösen vermochten. Bei Beobachtungen durch die Raumsonde im vorwärtsgestreuten Licht wirkt der δ-Ring relativ hell, was auf das Vorhandensein von Staub in seinem breiten Bereich hindeutet. Dieser breite Bereich ist auch geometrisch dicker als der schmale. Dieses Faktum wird unterstützt durch Beobachtungen der Ringebenenkreuzung aus dem Jahr 2007, als der δ-Ring an Helligkeit zunahm, was dem Verhalten eines gleichzeitig geometrischen dicken aber optische dünnen Ringes entspricht.

### γ-Ring
Der γ-Ring ist als schmal, optisch tief und als leicht exzentrisch zu beschreiben. Seine orbitale Neigung liegt bei nahezu Null. Die Weite des Rings variiert zwischen 3,6 und 4,7 km, obgleich seine äquivalente Tiefe gleichmäßig bei 3,3 km liegt. Die optische Tiefe des γ-Rings beträgt zwischen 0,7 und 0,9. Während der Ringebenenkreuzung im Jahre 2007 verschwand der γ-Ring, was zu der Erkenntnis führt, dass er ebenso dünn wie der ε-Ring sein muss und ebenso staubleer zu sein scheint. Die signifikanten azimutal abweichenden Werte, die sich in der Breite und der optischen Tiefe des γ-Rings zeigen, gleichen ebenso den Eigenschaften des ε-Ring. Der Mechanismus, der einen solch schmalen Ring in seinen Grenzen hält, ist bisher nicht erklärbar. Unabhängig davon konnte festgestellt werden, dass die scharfe innere Kante des γ-Rings in einer 6:5-Bahnresonanz zu Ophelia steht.

### η-Ring
Der η-Ring hat eine orbitale Exzentrizität und Neigung die praktisch bei Null liegt. Wie der δ-Ring kann er in zwei Bereiche unterteilt werden, einer schmalen, optisch dichten Komponente und einem breiten äußeren Band von geringer optischer Tiefe. Die Breite der schmalen Komponente beträgt 1,9…2,7 km und die äquivalente Tiefe hat eine Größe von etwa 0,42 km, was in Einklang zu einer optischen Tiefe von etwa 0,16…0,25 steht. Der breite Bereich hat in seiner Weite eine Ausdehnung von etwa 40 km und seine äquivalente Tiefe liegt nahe bei 0,85 km, was auf eine geringe optische Tiefe von 2 · 10−2 hindeutet. Diese konnte in dieser Art auch auf Bildern von Voyager 2 aufgelöst werden. In vorwärtsgestreutem Licht erscheint der η-Ring hell, woraus sich das Vorhandensein einer nicht unerheblichen Menge an Staub innerhalb dieses Rings ableiten lässt, die wahrscheinlich vornehmlich in der breiten Komponente zu finden ist. Dieser Teil des Rings ist geometrisch betrachtet viel dicker als die schmale Komponente. Dieser Schluss wird unterstützt durch die Beobachtungen während der Ringebenenkreuzung aus dem Jahr 2007, als sich ein Anstieg der Helligkeit bei dem η-Ring zeigte und dieser kurzzeitig zum zweithellsten Teil des Ringsystems wurde. Dies steht in Übereinstimmung mit dem Verhalten eines geometrisch dicken aber gleichzeitig optisch dünnen Rings. Wie die Mehrheit der anderen Ringe zeigt der η-Ring ebenso azimutale Abweichungen bei der Beobachtung der optischen Tiefe und Breite. An einigen Stellen kommt es sogar vor, dass die schmale Komponente komplett verschwindet.

### α- und β-Ringe
Nach dem ε-Ring sind die α- und β-Ringe die nächst hellsten aller Uranusringe. Wie bereits der ε-Ring weisen sie einen gleichmäßigen Wechsel in ihrer Helligkeit und Breite auf. Ihr hellster und breitester Abschnitt liegt in einem Abstand von etwa 30° zur Apoapsis, während sich der dunkelste und schmalste Teil 30° von Periapsis entfernt befindet. Die α- und β-Ringe weisen eine beträchtliche Exzentrizität ihrer Umlaufbahnen und eine nicht zu vernachlässigbare Neigung auf. Ihre Breiten liegen zwischen 4,8 und 10 km bzw. 6,1 und 11,4 km. Die äquivalenten Tiefen betragen 3,29 km und 2,14 km, woraus sich eine optische Tiefe von 0,3 bis 0,7 bzw. von 0,2 bis 0,35 ableiten lässt. Während der Ringebenenkreuzung im Jahre 2007 verschwanden die Ringe, was darauf schließen lässt, dass sie wie der ε-Ring äußerst dünn und staubleer sind. Bei demselben Ereignis entdeckte man einen dichten und optisch dünnen Streifen unmittelbar außerhalb des β-Rings, der bereits zuvor auf den Aufnahmen von Voyager 2 zu sehen gewesen war. Die Massen der α- und β-Ringe werden jeweils auf etwa 5 · 1015 kg geschätzt, was etwa der Hälfte der Masse des ε-Rings entspricht.

### Ringe 6, 5 und 4
Die Ringe 6, 5 und 4 sind die innersten und dunkelsten der schmalen Uranusringe. Sie sind zudem die Ringe mit der größten Neigung. Auch die Ausprägung ihrer orbitalen Exzentrizität wird lediglich von der des ε-Rings übertroffen. Ihre Neigungen (0,06°, 0,05° und 0,03°) waren für Voyager 2 groß genug, um ihre einzelnen Lagen, die sich auf 24…46 km ausbreiten, über der Äquatorialebene des Uranus auflösen zu können. Die Ringe 6, 5 und 4 sind zudem die schmalsten Ringe des Planeten und besitzen Dicken von 1,6…2,2 km, 1,9…4,9 km und 2,4…4,4 km. Ihre äquivalenten Tiefen liegen bei 0,41 km, 0,91 km und 0,71 km, was Werten bei der optischen Tiefe von 0,18…0,25, 0,18…0,48 und 0,16…0,3 entspricht. Da sie sehr schmal und staubleer sind, waren sie während der Ringebenenkreuzung im Jahre 2007 überhaupt nicht sichtbar.

## Staubringe

### λ-Ring

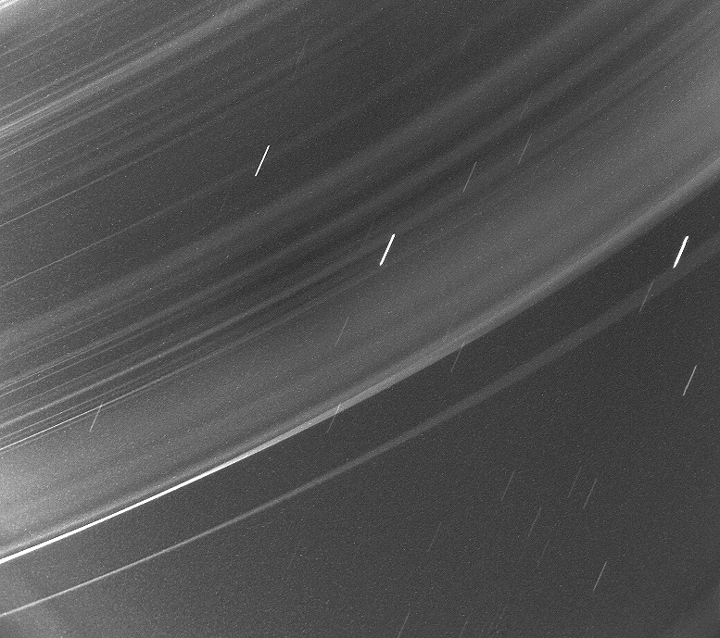
Hoch phasenwinkeliges (172,5°) Bild der inneren Ringe des Saturn. In dem vorwärtsgestreuten Licht können die Staubbänder sichtbar gemacht werden, welche auf anderen Aufnahmen nicht zu sehen sind. (Voyager 2, 1986, Belichtungszeit 96 s)

Der λ-Ring war einer der beiden Ringe, die die Sonde Voyager 2 im Jahre 1986 entdeckte. Er ist ein schmaler, matter Ring, der innerhalb des ε-Rings zwischen dessen innerem Rand und dem Schäfermond Cordelia positioniert ist. Dabei sorgt der Mond dafür, dass innerhalb des λ-Rings ein staubloser Streifen entsteht. Bei einer Sicht in Rückstreuungslicht erscheint der λ-Ring extrem schmal, zwischen 1 und 2 km und seine äquivalente Tiefe liegt zwischen 0,1 und 0,2 km bei einer Wellenlänge von 2,2 μm, während die optische Tiefe einen Wert von 0,1 bis 0,2 erreicht. Sie zeigt dabei eine starke Abhängigkeit von der Wellenlänge, was untypisch für das Ringsystem des Planeten ist. Die äquivalente Tiefe im ultravioletten Teil des Spektrums ist höher als 0,36 km, was erklärt, warum der λ-Ring ursprünglich von Voyager 2 nur bei einer stellaren Okkultation im UV-Bereich aufgespürt wurde. Mittels einer stellaren Okkultation konnte er jedoch erst im Jahre 1996 aufgespürt werden, hierbei ebenfalls bei einer Wellenlänge von 2,2 μm.
Die Erscheinung des λ-Rings änderte sich jedoch drastisch, als er 1986 in vorwärtsgestreutem Licht beobachtet wurde. In diesem Licht wurde der Ring zu dem hellsten Bestandteil des Uranusringsystems und überstrahlte sogar den ε-Ring. Diese Beobachtungen im Zusammenspiel mit der Wellenlänge hängen ab von der optischen Tiefe und deuten darauf hin, dass der λ-Ring eine bedeutende Menge an kleinen Staubteilchen von wenigen Mikrometern Größe enthält. Die optische Tiefe des Staubes bewegt sich dabei zwischen 10−4 und 10−3. Weitere Beobachtungen durch das Keck-Teleskop bestätigten während einer Ebenenkreuzung der Ringe im Jahr 2007 diesen Schluss, da der λ-Ring dabei erneut zu einem der hellsten Teile des Ringsystems wurde.
Detaillierte Analysen der Bilder von Voyager 2 brachten zudem azimutale Abweichungen bei der Helligkeit des λ-Rings zutage. Diese Variationen scheinen periodisch zu sein, ähnlich einer Stehenden Welle. Der Ursprung einer solchen feinen Struktur innerhalb des λ-Ring ist bis heute nicht verstanden.

### 1986U2R/ζ-Ring

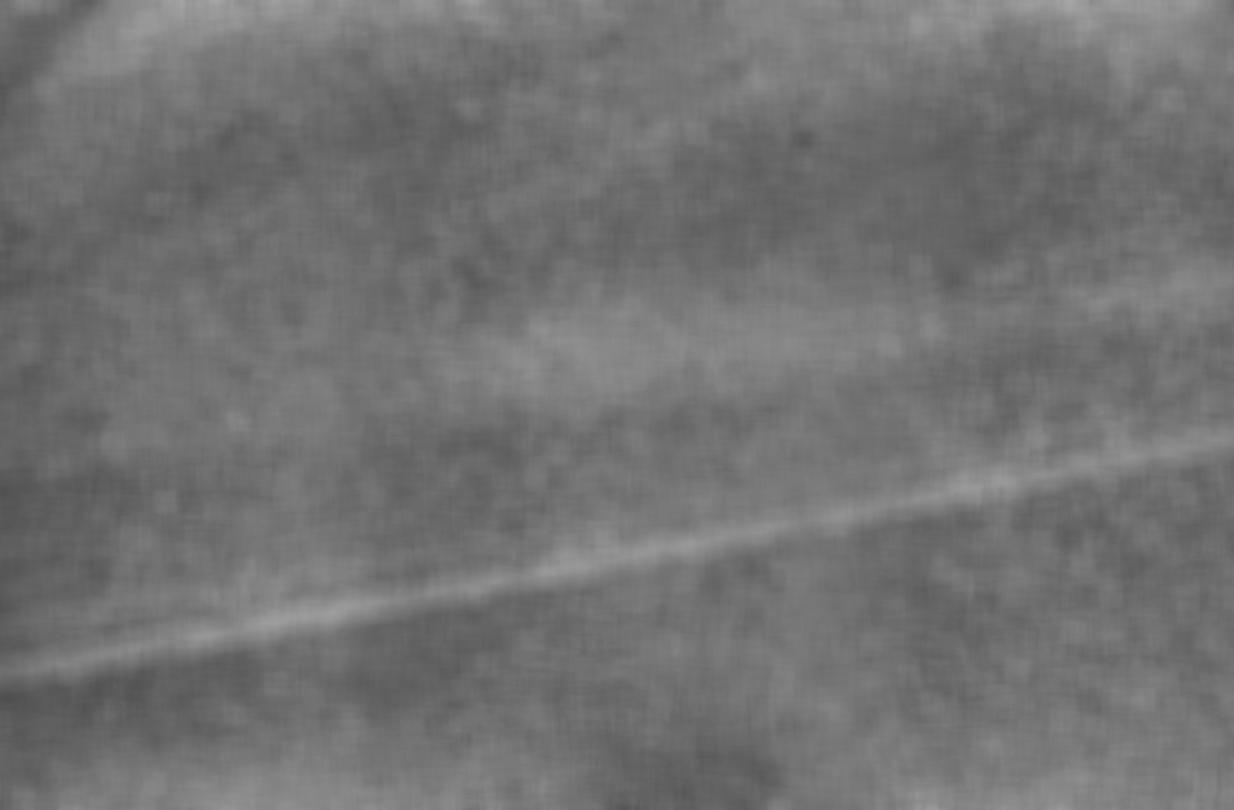
Bild, das zur Entdeckung des 1986U2R/ζ-Rings führte

Im Jahre 1986 brachte Voyager 2 eine breite und matte Lage von Körpern im Inneren von Ring 6 zum Vorschein. Dieser als eigenständig identifizierte Ring erhielt vorübergehend die Bezeichnung 1986U2R. Er hatte eine optische Tiefe von 10−3 oder weniger und erschien extrem matt. Tatsächlich war er nur auf einem einzigen der von Voyager 2 geschossenen Fotos sichtbar. Die Entfernung des Rings vom Uranusmittelpunkt betrug auf dieser Aufnahme zwischen 37.000 km und 39.500 km oder in anderen Worten ausgedrückt, er befand sich lediglich 12.000 km über dessen Wolken. Bis zu den Jahren 2003/2004 wurden keine weiteren Beobachtungen unternommen, dann entdeckte das Keck-Teleskop gerade innerhalb von Ring 6 erneut eine breite und matte Schicht von Körpern. Diesem als eigenständig identifizierten Ring gab man den Namen ζ-Ring. Die Position des ζ-Rings unterscheidet sich deutlich von dem, was die Wissenschaftler im Jahre 1986 beobachteten. Er besitzt nun im Gegensatz zu dem damals entdeckten Ring 1986U2R einen Abstand vom Uranusmittelpunkt zwischen 37.850 km und 41.350 km. Zudem ist eine innenseitige, allmählich verblassende Ausdehnung erkennbar, die bis auf eine Abstandslinie von 32.600 km heranreicht.
Der ζ-Ring wurde erneut während der Ringebenenkreuzung im Jahr 2007 observiert, als er zu dem hellsten Teil des Ringsystems wurde und heller erstrahlte, als alle anderen Ringe zusammen. Die äquivalente Tiefe dieses Rings wird mit knapp 1 km (0,6 km für die innenseitige Ausdehnung) angegeben, während die optische Tiefe wiederum geringer als 10−3 sein dürfte. Einige Aspekte, die sich zwischen dem 1986U2R- und dem ζ-Ring unterscheiden, lassen sich möglicherweise durch die verschiedenen Beobachtungswinkel erklären, mit denen man deren Geometrie untersuchte. So wurden die Ringe bei den Observationen zwischen 2003 und 2007 in rückwärtiger Streugeometrie, 1986 hingegen in seitlicher Streugeometrie beobachtet. Zudem kann nicht ausgeschlossen werden, dass sich während der vergangenen 20 Jahre Veränderungen ergeben haben, die sich in der Ausdehnung des den Ring beherrschenden Staubes niederschlugen.

### Weitere Staubgürtel
Zusätzlich zu den Ringen 1986U2R/ζ und λ existieren innerhalb des Uranusringsystems weitere extrem matte Staubbänder. Während einer Bedeckungsbeobachtung (Okkultation) sind diese unsichtbar, da sie eine vernachlässigbare optische Tiefe besitzen, obwohl sie in vorwärtsgestreutem Licht hell erscheinen. Die Fotografien von Voyager 2, die in vorwärtsgestreutem Licht aufgenommen wurden, offenbarten so das Vorhandensein von hellen Staubbändern, die zwischen den λ- und δ-Ringen, zwischen den η- und β-Ringen, sowie zwischen dem α-Ring und Ring 4 existieren. Viele dieser Bänder wurden bei Observationen mit dem Keck-Teleskop in den Jahren 2003 und 2004 und während der Ringebenenkreuzung im Jahre 2007 in rückwärtsgestreutem Licht wiederentdeckt, wobei sich ihre exakten Positionen und relativen Helligkeiten von den früheren Beobachtungen durch Voyager unterschieden. Die optische Tiefe der Staubbänder liegt bei 10−5 oder darunter. Die Korngrößenverteilung der Staubpartikel fügen sich nach dem Potenzgesetz mit p = 2,5 ± 0,5.

## Das äußere Ringsystem

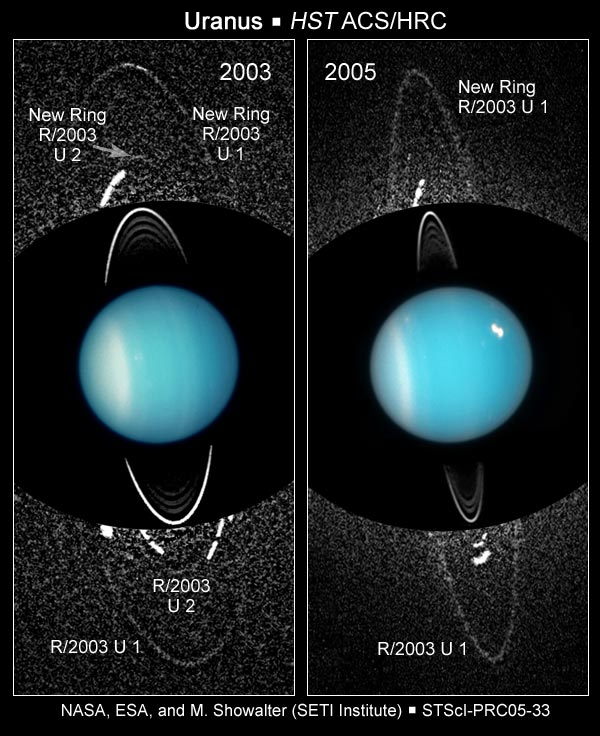
μ- und ν-Ring des Uranus (R/2003 U1 und U2) (Hubble-Weltraumteleskop, 2005)

Zwischen 2003 und 2005 entdeckte das Hubble-Weltraumteleskop ein Paar von zuvor unbekannten Ringen, die heute als äußeres Ringsystem bezeichnet werden und die Anzahl der bekannten Ringe des Planeten auf 13 erhöhte. Diese Ringe wurden nachträglich mit den Bezeichnungen μ- und ν-Ringe versehen. Der μ-Ring ist der äußere der beiden. Er ist doppelt so weit vom Planeten entfernt, wie etwa der helle η-Ring. Die äußeren Ringe unterscheiden sich in vielen Aspekten von den inneren schmalen Ringen. Sie sind in ihrer Ausdehnung 17.000 km und 3.800 km breit und sehr matt. Die höchsten Werte der optischen Tiefen liegen bei 8,5 · 10−6 und 5,4 · 10−6. Die daraus resultierenden äquivalenten Tiefen werden mit 140 m und 12 m angesetzt. Die Ringe zeichnen sich zudem durch ein dreikantig ausstrahlendes Helligkeitsprofil aus.
Die größte Helligkeit des μ-Rings liegt nahezu exakt auf der Umlaufbahn des kleinen Uranusmondes Mab, der mutmaßlich die Quelle der Ringpartikel ist. Der ν-Ring ist zwischen den Monden Portia und Rosalind positioniert, besitzt jedoch selbst keine eigenen Monde innerhalb seiner Bahnfläche. Eine Nachuntersuchung der Fotos, die Voyager 2 im vorwärtsgestreuten Licht aufgenommen hatte, offenbarte auch hier deutlich die μ- und ν-Ringe. In dieser Sicht erscheinen die Ringe wesentlich breiter, was darauf schließen lässt, dass sie sich aus vielen mikroskopisch kleinen Staubteilchen zusammensetzen. Die äußeren Ringe des Uranus sind den G- und E-Ringen des Saturns sehr ähnlich. So fehlt es dem G-Ring ebenfalls an beobachtbaren Ursprungskörpern, während der E-Ring extrem breit ist und Staub von seinem Beimond Enceladus empfängt.
Der μ-Ring besteht vermutlich fast vollständig aus Staub ohne größere Partikel zu beinhalten. Diese Hypothese wird unterstützt von Beobachtungen durch das Keck-Teleskop, durch das der μ-Ring im Nahinfrarotbereich bei 2,2 μm, im Gegensatz zum ν-Ring, nicht auszumachen war. Dieses Fehlen bedeutet, dass der μ-Ring ist seiner Farbgebung blau erscheint, woraus sich schließen lässt, dass er hauptsächlich von sehr kleinen (wenige Mikrometer großen) Staubpartikeln beherrscht wird. Der Staub selbst wiederum besteht wohl aus Eis. Im Gegensatz dazu erscheint der ν-Ring in roter Farbe.

## Bewegung und Ursprung

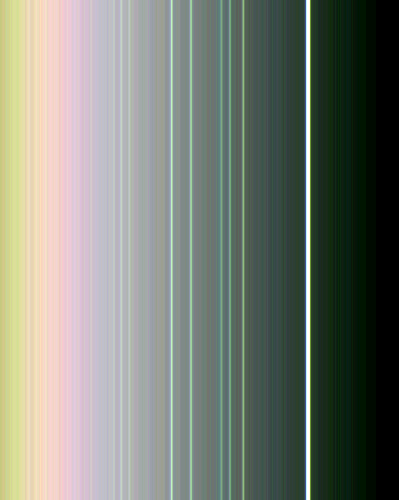
Ein farblich hervorgehobenes Schema der inneren Ringe basierend auf Bildern von Voyager 2

Der Mechanismus, der auf die schmalen Uranusringe wirkt und sie in ihren Grenzen fixiert, ist unverstanden.
Ohne einen solchen, der die Ringpartikel zusammenhält, müssten sich die Ringe sehr schnell in alle Richtungen ausbreiten und sich im Raum verteilen. Die Lebenszeit der Uranusringe ohne einen solchen Mechanismus müsste unterhalb von 1 Million Jahren liegen. Das am häufigsten zitierte Modell für eine solche Begrenzung, das von Goldreich und Tremaine vorgeschlagen wurde, geht davon aus, dass ein Paar naheliegender Monde, äußere oder innere Schäfermonde, mit ihrer Gravitation in einer Wechselwirkung zu einem Ring steht und für einen verstärkenden bzw. abschwächenden Drehimpuls bei den Ringpartikeln sorgt. Die Schäfermonde halten so die Partikel an ihrem Platz, während sie sich selbst langsam aber stetig von den Ringen entfernen. Um dabei wirksam sein zu können, muss die Masse der Beimonde die Masse der Ringe um mindestens den Faktor 2 oder besser 3 übertreffen. Dieser Mechanismus kann im Falle des ε-Ring beobachtet werden, auf den Cordelia und Ophelia als innere bzw. äußere Schäfermonde wirken. Zudem ist Cordelia ein äußerer Schäfermond zum δ-Ring, während Ophelia als äußerer Beimond Einfluss auf den γ-Ring nimmt. Dennoch konnte in der Nähe anderer Ringe bisher kein Mond ausgemacht werden, der größer als 10 km wäre. Der momentane Abstand von Cordelia und Ophelia zu dem ε-Ring kann als Anhaltspunkt genommen werden, um hieraus das Alter der Ringe abzuschätzen. Die Berechnungen zeigen, dass der ε-Ring dabei nicht älter als 600 Millionen Jahre sein kann.
Da die Uranusringe sehr jung zu sein scheinen, ist es erforderlich, dass sie ständig durch Bruchstücke erneuert werden müssen, welche durch Kollisionen größerer Brocken entstehen. Die Abschätzung der Lebenszeit zeigt, dass sie kaum die Kollisionsreste eines einzelnen Mondes mit einer Größe von Puck sein können, dessen Lebenszeit einige wenige Milliarden Jahre währt. Die Lebenszeit eines kleineren Satelliten ist dagegen noch weitaus geringer. Hierfür müssten alle gegenwärtigen inneren Monde und Ringe das Endprodukt der Zerstörung von verschiedenen Satelliten sein, die in etwa die Größe von Puck besessen hatten und während der letzten viereinhalb Milliarden Jahre auseinandergebrochen waren. Jeder derartige Auseinanderbruch hätte dabei eine Kollisionskaskade ausgelöst, wodurch nahezu jeder größere Körper schnell in wesentlich kleinere Partikel einschließlich Staub zerbröselt wäre. Unter Umständen verloren sie den Hauptteil ihrer Masse und es blieben lediglich diejenigen Partikel in Position, die durch gegenseitige Resonanzen und Schäfermonde stabilisiert werden konnten. Das Endprodukt dieses Zerfalls würde schließlich die Entstehung eines schmalen Ringsystems erklären, wie es uns der Uranus präsentiert. Einige wenige Kleinstmonde müssen auch heute noch innerhalb der Ringe eingebettet sein. Die maximale Größe dieser Kleinstmonde liegt dabei wahrscheinlich bei nicht mehr als 10 km.
Der Ursprung der Staubbänder ist hingegen weniger schwer zu erklären. Der Staub besitzt eine sehr kurze Lebenszeit im Bereich von 100 bis 1000 Jahren, erneuert sich aber fortlaufend durch Zusammenstöße zwischen größeren Ringpartikeln, Kleinstmonden und Meteoroiden von außerhalb des Uranussystems. Die Gürtel aus den ursprünglichen Kleinstmonden und Partikeln selbst sind unsichtbar, da sie nur eine geringe optische Tiefe besitzen, während der Staub sich erst in vorwärtsgestreutem Licht offenbart. Bei den schmalen Hauptringen und den Gürteln aus Kleinstmonden, die die Staubbänder entstehen lassen, geht man davon aus, dass sie sich in unterschiedliche Partikelgrößen verteilen. Die Hauptringe bestehen dabei mehrheitlich aus zentimetergroßen und zu einem geringeren Teil aus metergroßen Körpern. Eine solche Ausbreitung erweitert das mit Material durchsetzte und die Ringe umgebende Gebiet und führt zu einer großen optischen Dichte, die dann in rückwärtsgestreutem Licht beobachtet werden kann. Im Gegensatz dazu bestehen die Staubbänder aus relativ wenigen größeren Partikeln, woraus wiederum ihre geringe optische Tiefe resultiert.

## Erforschung
Als die Raumsonde Voyager 2 im Januar 1986 am Uranus vorbeiflog, begann die bisher gründlichste Untersuchung des Ringsystems. Dabei entdeckte man auch zwei neue Ringe, λ und 1986U2R, die die Gesamtzahl der bis dahin bekannten Uranusringe auf elf erhöhte. Die Ringe wurden dabei anhand der Analysedaten von radiometrischen, ultravioletten und optischen Okkultation studiert. Voyager 2 fotografierte die Ringe in verschiedenen Lagen relativ zur Sonne, erstellte Bilder im rückgestreuten, vorwärtsgestreuten und seitwärtsgestreuten Licht. Die Analyse dieser Bilder erlaubten Ableitungen der gesamten Phasenfunktion, sowie der geometrischen und der Bond-Albedo der Ringpartikel. Auf den Bildern konnten zudem nachträglich zwei weitere Ringe, ε und η, ausgemacht werden, was die komplexe und feine Struktur des Ringsystems noch deutlicher zum Ausdruck bringt. Weitere Analysen der Voyager-Fotos führten zu der Entdeckung von 10 inneren Uranusmonden, einschließlich der beiden Schäfermonde des ε-Rings, Cordelia und Ophelia.

## Liste der Eigenschaften
Die nachfolgende Tabelle listet die Eigenschaften der Ringe des Uranus auf:
| Name    | Radius (km)      | Breite (km)  | Äquivalente Tiefe (km) | Optische Tiefe | Exzentrizität (10−3) | Neigung (") | Anmerkungen                                                  |
| ------- | ---------------- | ------------ | ---------------------- | -------------- | -------------------- | ----------- | ------------------------------------------------------------ |
| ζc      | 32.000... 37.850 | 03500        | 00,6                   | 0≈ 10−4        | ?                    | 0?          | innenseitige Ausdehnung des ζ-Rings                          |
| 1986U2R | 37.000... 39.500 | 02500        | 0?                     | 0< 10−3        | ?                    | 0?          | matter Staubring                                             |
| ζ       | 37.850... 41.350 | 03500        | 01                     | 0< 10−3        | ?                    | 0?          |                                                              |
| 6       | 41.837           | 01,6...02,2  | 00,41                  | 0,18...0,25    | 1,0                  | 223         |                                                              |
| 5       | 42.234           | 01,9...04,9  | 00,91                  | 0,18...0,48    | 1,9                  | 194         |                                                              |
| 4       | 42.570           | 02,4...04,4  | 00,71                  | 0,16...0,30    | 1,1                  | 115         |                                                              |
| α       | 44.718           | 04,8...10,0  | 03,39                  | 00,3...0,70    | 0,8                  | 054         |                                                              |
| β       | 45.661           | 06,1...11,4  | 02,14                  | 0,20...0,35    | 0,4                  | 018         |                                                              |
| η       | 47.175           | 01,9...02,7  | 00,42                  | 0,16...0,25    | 0                    | 04          |                                                              |
| ηc      | 47.176           | 040          | 00,85                  | 02 · 10−2      | 0                    | 04          | äußere breite Komponente des η-Rings                         |
| γ       | 47.627           | 03,6...04,7  | 03,3                   | 00,7...0,90    | 0,1                  | 07          |                                                              |
| δc      | 48.300           | 0100,...12   | 00,3                   | 03 · 10−2      | 0                    | 04          | innere breite Komponente des δ-Rings                         |
| δ       | 48.300           | 04,1...06,1  | 02,2                   | 00,3...0,60    | 0                    | 04          |                                                              |
| λ       | 50.023           | 010,...02    | 00,2                   | 00,1...0,20    | 0?                   | 00?         | matter Staubring                                             |
| ε       | 51.149           | 019,7...96,4 | 47                     | 00,5...2,50    | 7,9                  | 0           | von Cordelia und Ophelia in seinen Grenzen gehalten          |
| ν       | 66.100... 69.900 | 03800        | 00,012                 | 05,4 · 10−6    | ?                    | 0?          | zwischen Portia und Rosalind, größte Helligkeit bei 67300 km |
| μ       | 86.000...103.000 | 17000        | 00,14                  | 08,5 · 10−6    | ?                    | 0?          | bei Mab, größte Helligkeit bei 97700 km                      |